# شهرستان مولان
شهرستان مولان (به چینی: 木兰县) یک شهرستان در استان هئی‌لونگ‌جیانگ چین است که در تابعیت شهر هاربین قرار دارد. شهرستان مولان ۳٬۶۰۰٫۰ کیلومتر مربع مساحت و ۲۷۷٬۶۸۵ نفر جمعیت دارد.

## تقسیمات اداری
شهرستان مولان به ۶ شهرک و ۲ قصبه تابعه تقسیم شده است. 
- شهرک داگوی (大贵镇، Dàguì zhèn)
- شهرک دونگ‌شینگ (东兴镇، Dōngxìng zhèn)
- شهرک شین‌مین (新民镇، Xīnmín zhèn)
- شهرک لی‌دونگ (利东镇، Lìdōng zhèn)
- شهرک لیوهه (柳河镇، Liǔhé zhèn)
- شهرک مولان (木兰镇، Mùlán zhèn)

- قصبه جیان‌گوو (建国乡، Jiànguó xiāng)
- قصبه جی‌شینگ (吉兴乡، Jíxìng xiāng)